# Gymnonereis crosslandi
Gymnonereis crosslandi är en ringmaskart som först beskrevs av Monro 1933.  Gymnonereis crosslandi ingår i släktet Gymnonereis och familjen Nereididae.
Artens utbredningsområde är Mexikanska golfen. Inga underarter finns listade i Catalogue of Life.